# Simpel
Simpel SA est un constructeur de cycles suisse qui les commercialise sous la marque Simpel.ch.

## Historique
Le premier siège de l'entreprise était Maschwanden dans le canton de Zurich.
Sjmpel a été fondée en 2000 par la mécanicien sur vélo Philip Douglas avec Joachim Schneebeli. L'idée de base était de vendre des vélos de ville/tourisme sur internet avec des Moyeu à vitesses intégrées en et des Dynamo moyeus. Ces vélos sont équipés d'un numéro d'identification qui permet de les répertorier en cas de vol.
Simpel est connu pour être le fabricant du vélo de l'armée suisse "vélo d'ordonnance 12" (pour 2012) et qui remplace le vélo d'ordonnance 05 et 93. Il est aussi le constructeur des vélos du service Velospot.